# 乞扶令和
乞扶令和（524年—610年10月16日），名慧，字令和，以字行，马邑县（今山西省朔州市）人。

## 生平
乞扶令和少慷慨有大节，好射箭騎馬。北齐文襄帝时，为行台左丞，加荡寇将军。北周時為大将军。隋朝時，拜曹州刺史，迁升為荆州总管，兼任潭桂二州总管三十一州诸军事。炀帝時为天水太守，大业五年征吐谷浑，民苦於牢役，這時煬帝西巡，“坐为道不整，献食疏薄”，帝大怒，命左右斩之。后来见到乞扶令和因国事劳累，頭髮快掉光了，便释放他。大业六年岁次庚午秋九月己未朔廿四日（610年10月16日），乞扶令和在雍州大兴县宣阳坊去世，虚岁八十七，唐朝贞观元年岁次丁亥八月庚寅朔五日甲申（627年9月19日）下葬。

## 家庭

### 祖父
- 乞扶周，北魏第一领民酋长[1]

### 父亲
- 乞扶纂，北魏金紫光禄大夫、瀛州刺史、尚书左仆射[1]

### 兄弟
- 乞扶贵和，北齐开府仪同三司、河阳行台

### 夫人
- 郁久闾募满，郁久闾远孙女，郁久闾伏真之女，天统五年封范阳郡君，武平七年封宜民王妃，开皇元年封西河国夫人，开皇八年二月在卫州汲县兴让里去世，虚岁五十二，开皇九年岁次已酉十月辛酉朔十三日癸酉葬于汲县西北廿里关村北一百步[1]

## 延伸阅读
[在维基数据编辑]
 《北史·卷073》，出自李延壽《北史》
 《隋書·卷55》，出自魏徵《隋书》